# Jean-François Arrighi
Pour les articles homonymes, voir Arrighi.
Jean-François Arrighi, né le 1er mai 1918 à Vico en Corse et mort le 1er décembre 1998 à Rome (Italie), est un évêque catholique français, évêque in partibus de Vico Equense (de)
de 1985 à 1998. Il est vice-président du Conseil pontifical pour la famille au Vatican de 1985 à 1992. Il est le frère de Pascal Arrighi, résistant, homme politique, juriste et universitaire français.

## Repères biographiques

### Prêtre
Après avoir été formé au séminaire des Carmes - Institut catholique de Paris (Licence en théologie et en droit canonique), il est ordonné prêtre le 27 mars 1948 pour le diocèse d'Ajaccio.
Jean-François Arrighi est économe de Saint-Louis-des-Français (1949-1954), nommé administrateur des Pieux Établissements de la France à Rome et Lorette (1954). Il devient attaché à la Congrégation pour les Églises orientales (1955-1960) puis sous-secrétaire du Secrétariat pour l'unité des chrétiens (1960-1985). Il est nommé recteur de l'église et abbaye de la Trinité-des-Monts en 1974.

### Évêque
Le pape Jean-Paul II le nomme évêque titulaire de Vico Equense  et vice-président du Conseil pontifical pour la famille au Vatican le 17 avril 1985. Jean-François Arrighi est consacré le 9 juin de la même année par le cardinal Édouard Gagnon. Il reste en poste jusqu'à sa retraite en 1992, où en décembre il est nommé par le pape Jean-Paul II membre du conseil pontifical pour l'unité des chrétiens. Il décède le 1er décembre 1998 à Rome.
Les obsèques sont célébrées le 3 décembre 1998 en la Trinité-des-Monts dont il fut le recteur, et furent présidées par le cardinal Roger Etchegaray. André Lacrampe, évêque d'Ajaccio, y représente la Conférence des évêques de France et le diocèse d'Ajaccio, son diocèse d'origine. L'inhumation suit dans l'église de son village natal de Vico en Corse, après une autorisation de dérogation à la loi Portalis.
Jean-François Arrighi était un des rares pasteurs latins à pouvoir célébrer la liturgie grecque. Durant toute sa vie d'homme d'Église, il a servi l'église grecque de Cargèse avec l'archimandrite Florent Marchiano.[réf. nécessaire]